# Schuldnerverzug (Deutschland)
Im Schuldnerverzug befindet sich der Schuldner einer fälligen und durchsetzbaren Forderung, wenn er seine Leistungshandlung im Zeitpunkt des verzugsauslösenden Umstandes (in der Regel Mahnung oder Zeitablauf) nicht vorgenommen und diese Verzögerung zu vertreten hat. Im Falle einer Geldforderung spricht man (insbesondere außerhalb der Rechtswissenschaft) auch vom Zahlungsverzug. Im deutschen Recht ist der Schuldnerverzug im BGB geregelt; maßgeblich sind die § 280 Abs. 1 und 2, § 286 ff. BGB.

## Überblick
Eine gebräuchliche Definition der Rechtswissenschaft für den Schuldnerverzug lautet: „Schuldnerverzug ist die schuldhafte Nichtleistung trotz Möglichkeit, Fälligkeit und Mahnung“. Sie entspricht nicht exakt der Gesetzeslage, ist aber für ein erstes, grobes Grundverständnis des Begriffs hilfreich. Präziser, wenn auch weniger eingängig ist der Schuldnerverzug zu definieren als die „pflichtwidrige Verzögerung einer noch möglichen Leistungshandlung zum Zeitpunkt der Fälligkeit und Durchsetzbarkeit der Forderung aus einem durch den Schuldner zu vertretenden Grund“. Der Schuldnerverzug löst verschiedene Rechtsfolgen aus, vor allem die Schadensersatzpflicht des Schuldners. Die Betriebswirtschaftslehre spricht bei Überschreitung eines vereinbarten Zahlungszieles zur Valutierung einer Rechnung von Zahlungsverzug.

## Voraussetzungen
Erfüllt der Schuldner eine durchsetzbare (also ohne Einwendungen) fällige – im Zweifel sofort – (§ 271 BGB) Schuldverpflichtung, obwohl er die Gelegenheit zur Leistung hatte, nicht und wird er deswegen vom Gläubiger gemahnt, so kommt er durch die Mahnung in Verzug (§ 286 Abs. 1 Satz 1 BGB). Die Mahnung muss eine Aufforderung zur Leistung enthalten die sowohl bestimmt als auch eindeutig ist. Der Mahnung stehen die Erhebung der Klage auf die Leistung sowie die Zustellung eines Mahnbescheids im Mahnverfahren gleich (§ 286 Abs. 1 Satz 2 BGB). Eine Mahnung ist in Ausnahmefällen entbehrlich (§ 286 Abs. 2 BGB) und der Verzug tritt unter bestimmten Voraussetzungen auch ohne Mahnung ein (§ 286 Abs. 3 BGB). Der Schuldner muss hierbei die Nichtleistung zu vertreten haben (§ 276 Abs. 1, § 278 BGB). Dies wird zu Lasten des Schuldners vermutet (§ 286 Abs. 4 BGB).

## Rechtsfolgen
Der Gläubiger kann Verzugsschadenersatz (§ 280 Abs. 1, 2 BGB) verlangen, bei Entgeltforderungen auch die 40-Euro-Verzugspauschale (§§ 288 Abs. 4 BGB) und Verzugszinsen (§§ 288 ff. BGB).
Während des Verzugs bleibt der Anspruch des Gläubigers auf Leistung bestehen. Der Schuldner haftet für Fahrlässigkeit und Zufall (§ 287 BGB).

### Verzugsschaden
Der Verzugsschadenersatzanspruch begründet sich auf die Kosten der Rechtsverfolgung (§§ 280 Abs. 1, 2 i. V. m. 286 BGB). Das sind oft (aber nicht abschließend) Auslagen für schriftliche Mahnungen, Auslagen für Rücklastschriften und Auslagen für Adressermittlung.

### 40-Euro-Verzugspauschale
Von Nichtverbrauchern kann eine Verzugspauschale in Höhe von 40 Euro beansprucht werden (§ 288 Abs. 5 Satz 1, 2 BGB).
Die Pauschale muss auf die Kosten der vorgerichtlichen Rechtsverfolgung (z. B. vorgerichtliche Rechtsanwalts- oder Inkassobürokosten) angerechnet werden (§ 288 Abs. 5 Satz 3 BGB), nicht jedoch auf Gerichtskosten. Da die Pauschale ab Verzug in voller Höhe unabhängig von der tatsächlichen Schadenshöhe (z. B. Mahnkosten) entsteht, besteht ein finanzieller Anreiz, die vorgerichtliche Mahnung selbst, ohne Anwalt oder Inkassobüro, durchzuführen.
Ob einem Arbeitnehmer bei Verzug des Arbeitgebers die Verzugspauschale zusteht, ist umstritten. Acht Kammern unterschiedlicher Landesarbeitsgerichte entschieden dafür, ein Senat des Bundesarbeitsgerichts und eine Kammer eines Landesarbeitsgerichts dagegen. Vom Bundesarbeitsgericht gibt es noch keine höchstrichterliche Entscheidung durch den Großen Senat, aber anhängige Verfahren drei anderer Senate.
Solange der Anspruchsgegner ein Nichtverbraucher ist (§ 288 Abs. 6 Satz 4 BGB), kann der Anspruch des Gläubigers auf die Verzugspauschale und auf Ersatz von Kosten der Rechtsverfolgung im Voraus nicht ausgeschlossen oder beschränkt werden, wenn dies für den Gläubiger grob unbillig wäre (§ 288 Abs. 6 Satz 2 Var. 2 BGB). Hierbei gilt, dass ein Ausschluss im Zweifel immer als grob unbillig anzusehen ist (§ 288 Abs. 6 Satz 3 BGB).

### Verzugszinsen
Geldforderungen werden während des Verzuges verzinst (§ 288 Abs. 1 Satz 1 BGB). Die Geltendmachung eines Schadens, der über die Verzugszinsen hinausgeht, wie Kreditzinsen oder entgangener Gewinn, ist möglich (§ 288 Abs. 4 BGB). Ausgenommen davon sind Immobiliar-Verbraucherdarlehensverträge deren Verzinsung fixiert ist (§ 497 Abs. 4 Satz 1 BGB).
Auf Zinsen selbst sind keine Verzugszinsen zu zahlen (§ 289 Satz 1 BGB), ausgenommen der Gläubiger setzt den Schuldner wegen rückständiger Verzugszinsbeträge wiederum wirksam in Verzug (§§ 286 Abs. 1, 289 Satz 2 BGB; XI ZR 88/92).
Auch auf Wertersatz (weil ein Gegenstand nicht mehr herausgegeben werden kann) und Ersatz für Wertminderung (weil sich der Wert eines Gegenstandes verschlechtert hat) sind Verzugszinsen zu zahlen (§ 290 BGB).
Im Zivilprozess gilt, dass Geldschulden ab Eintritt der Rechtshängigkeit und Fälligkeit, unabhängig vom Verzug des Schuldners, zu verzinsen sind. Auf diese Prozesszinsen sind keine Verzugszinsen zu zahlen (§ 291 BGB).

## Beendigung
Der Schuldnerverzug wird beendet, wenn seine Voraussetzungen wegfallen. Vornehmlich ist dies der Fall, wenn der Schuldner seine Leistung nachträglich noch erbringt, deren Erbringung in einer zur Begründung des Annahmeverzugs geeigneten Weise anbietet oder wenn der Verzug durch Übergang zum Schadensersatz statt der Leistung oder Rücktritt entfällt.

## Beweislast
Der Gläubiger muss alle Voraussetzungen des Verzugs, mit Ausnahme des Verschuldens, und auch den beanspruchten Schadenersatz nachweisen.
Der Schuldner muss nachweisen, dass seine Säumnis mit der Leistung unverschuldet war, da man sein Verschulden immer vermutet (§§ 276 Abs. 1, 278 BGB).